# ハロルド・カミングス
ハロルド・オシュカリー・カミングス・セグラ（Harold Oshkaly Cummings Segura, 1992年3月1日 - ）は、パナマ・パナマ市出身の同国代表サッカー選手。ポジションはDF（センターバック）。

## 経歴

### クラブ
CDアラベ・ウニドでプロキャリアをスタート。2011年1月、ウルグアイのCAリーベル・プレートにレンタル移籍。
2014年1月からは、ペルーのフアン・アウリチにローンとなった。ここでは同胞のルイス・テハダとチームメイトとなった。
2015年1月、コロンビアのインデペンディエンテ・サンタフェに期限付き移籍。同クラブではコパ・スダメリカーナ2015制覇を経験した。
2016年1月7日には、コスタリカのLDアラフエレンセにシーズンローンとなることが発表された。
2017年1月、MLSのサンノゼ・アースクエイクスと複数年契約を締結。シーズン開幕前の2月3日にスポーツヘルニアの外科手術を受ける。3月末には自宅で腓骨を骨折し、同月30日に手術し数か月の戦線離脱となる。同クラブでのデビューを果たせずに2017シーズンを終えた。
2018年シーズンの開幕戦となるミネソタ・ユナイテッドFC戦でスタメンに名を連ね、クエイクスでの初出場を3-2の勝利で飾る
2020年シーズンはチリのウニオン・エスパニョーラでプレー。2021年1月28日、ボリビアのクラブ・オールウェイズ・レディに加入することが発表された。

### 代表
フリオ・デリー・バルデス監督によってパナマ代表に初招集される。2010年9月7日の親善試合トリニダード・トバゴ戦でデビューしフル出場を果たすと、3-0のクリーンシートでの勝利に貢献した。
2011年にはU-20代表の一員としてCONCACAF U-20選手権および2011 FIFA U-20ワールドカップに出場、またフル代表でも2011 CONCACAFゴールドカップに参加した。
2018年夏、2018 FIFAワールドカップに参加。

## 代表歴

### 出場大会
- パナマ代表
  - 2018 FIFAワールドカップ

### 試合数
- 国際Aマッチ 94試合 1得点（2010年-）[16]

| パナマ代表 | 国際Aマッチ | 国際Aマッチ |
| 年         | 出場        | 得点        |
| ---------- | ----------- | ----------- |
| 2010       | 3           | 0           |
| 2011       | 5           | 0           |
| 2012       | 1           | 0           |
| 2013       | 11          | 0           |
| 2014       | 8           | 0           |
| 2015       | 12          | 0           |
| 2016       | 6           | 0           |
| 2017       | 4           | 0           |
| 2018       | 7           | 1           |
| 2019       | 8           | 0           |
| 2020       | 3           | 0           |
| 2021       | 10          | 0           |
| 2022       | 7           | 0           |
| 2023       | 9           | 0           |
| 通算       | 94          | 1           |

## タイトル
インデペンディエンテ・サンタフェ
- コパ・スダメリカーナ : 2015